# Јури Хосеј
Јури Хосеј (енгл. Yuri Hosei, јап. ユリ・ホセイ; Исе, 20. мај 2005) палаушка је пливачица и олимпијка чија ужа специјалност су спринтерске трке слободним стилом на 50 и 100 метара. Њен млађи брат Џион Хосеј је такође пливач, а обоје су заједно учествовали на ЛОИ 2024. у Паризу.

## Спортска каријера
Јури је рођена у Јапану, у граду Исе (префектура Мије), одакле је родом њена мајка Јуико. Њена породица се преселила на Палау, одакле је њен отац Џејсон, када је Јури имала шест година. Пливање је почела да тренира са осам година, вежбајући у једином доступном базену на острву и у океану. 
Са пливачким такмичењима је започела као јуниорка, а прво велико међународно такмичење на коме је учествовала је било Светском првенству у малим базенима у Абу Дабију 2021, где је наступила у квалификационим тркама на 50 и 100 метара слободним стилом. Обе трке је окончала на 80. месту. Већ наредне године уписала је свој дебитантски наступ и на сениорским светским првенствима у великим базенима, а своје учешће на првенству у Будимпешти 2022. окончала је на 77. месту трке на 50 слободно и 59. месту трке на 100 слободно. Нешто касније исте године наступила је и на светском првенству за јуниоре одржаном у перуанској Лими.
Током 2023. такмичила се на Светском првенству у Фукуоки, те на Пацифичким играма у Хонијари. 
На свом трећем узастопном наступу на светским првенствима, у Дохи 2024. наступила је у две трке, на 50 слободно заузела је 95, а на 100 слободно 78. место. Нешто више од месец дана касније такмичила се и на првенству Океаније у Гоулд Коусту где јој је најбољи пласман било 5. место у трци на 200 метара слободним стилом. 
Захваљујући специјалној позивници такмичила се и на Летњим олимпијским играма у Паризу 2024. године. У Паризу је пливала у квалификацијама трке на 50 метара слободним стилом. Наступила је у трећој квалификационој групи где је пливала у стази 8, и са временом од 30,52 секунди поделила је са Сонијом Хатун из Бангладеша шесто место у својој квалификационој групи, односно укупно 64. место у конкуренцији 79 такмичарки.